# No. 529 Squadron RAF
No. 529 Squadron RAF var ett flygförband inom Royal Air Force i Storbritannien under andra världskriget, som använde sig av autogiror och lätta flygplan för kalibrering av radarstationer.
No. 529 Squadron RAF var den enda enhet inom Royal Air Force som flög autogiror och helikoptrar operativt under andra världskriget. Förbandet bildades i juni 1943 från enheten "No. 1448 Flight" på flygbasen RAF Halton, som från 1941 hade experimenterat med att använda autogiror av typerna (Cierva C.30 och Cierva C.40) samt lätta flygplan (de Havilland Hornet Moth) för kalibrering av radarstationerna utefter kusten. Det flyttade från Halton till Henley-on-Thames i augusti 1944. Där blev förbandet i maj 1945 det första inom Royal Air Force som operativt använde helikoptrar (Sikorsky R-4). 
No. 529 Squadron RAF upplöstes i oktober 1945. Återstående tolv autogiror såldes till privata ägare. Tre autogiror såldes i juli 1946 till det av Rolf von Bahr ägda AB Helikopterflyg i Stockholm. Ett av dem, SE-AZB, såldes 1977 tillbaka till Storbritannien och finns idag på flygmuseet Royal Air Force Museum London.

## Använda luftfarkosttyper
| Från           | Till         | Luftfarkost              |
| -------------- | ------------ | ------------------------ |
| Juni 1943      | oktober 1945 | Cierva C.30              |
| Juni 1943      | oktober 1945 | de Havilland Hornet Moth |
| Juni 1943      | juli 1944    | Cierva C.40              |
| September 1944 | oktober 1945 | Airspeed Oxford          |
| Maj 1945       | oktober 1945 | Sikorsky R-4             |

## Bildgalleri

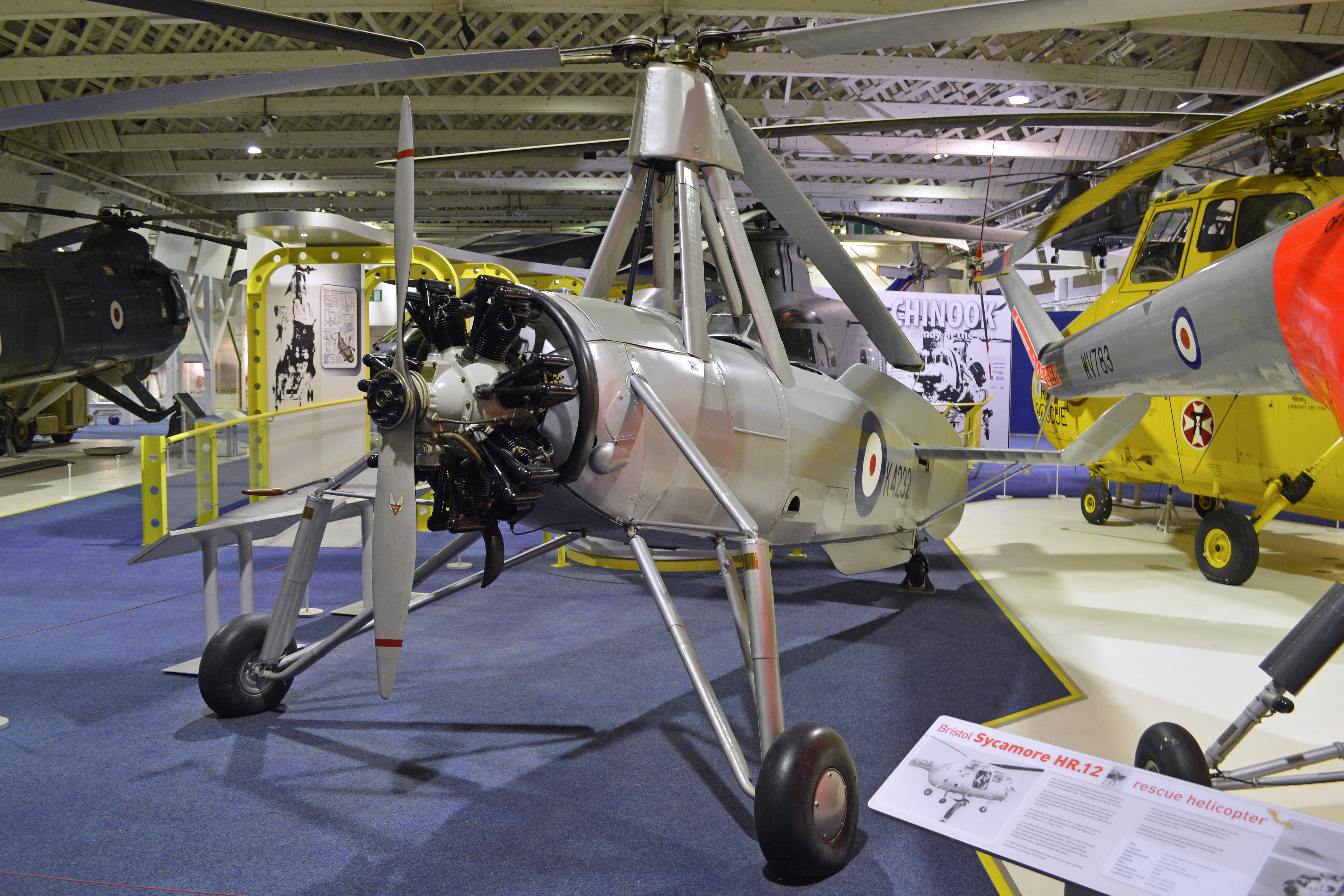
Tidigare Cierva C.30 SE-AZB på Royal Air Force Museum London
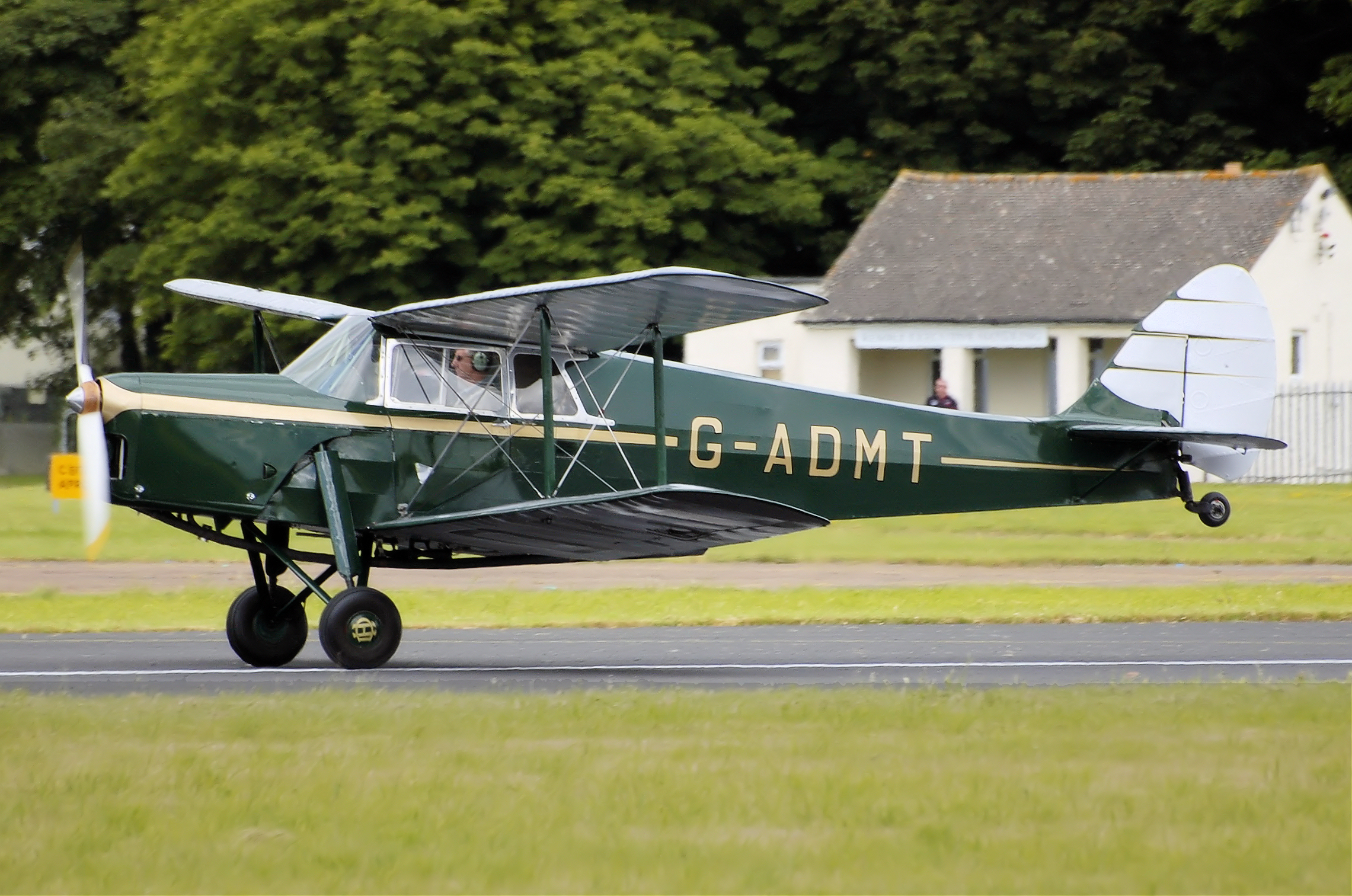
de Havilland Hornet Moth
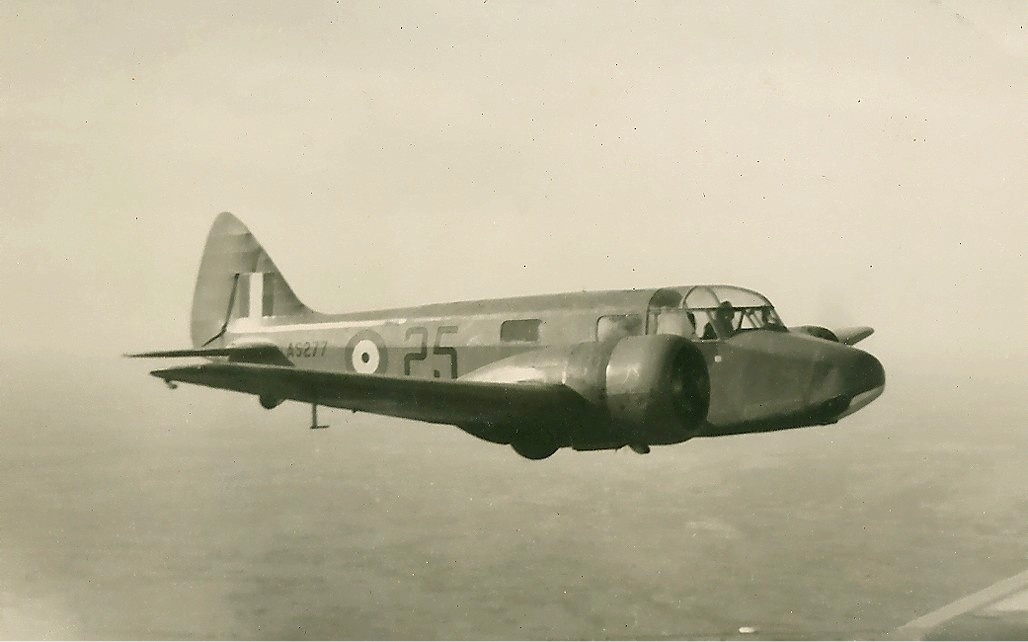
Airspeed Oxford
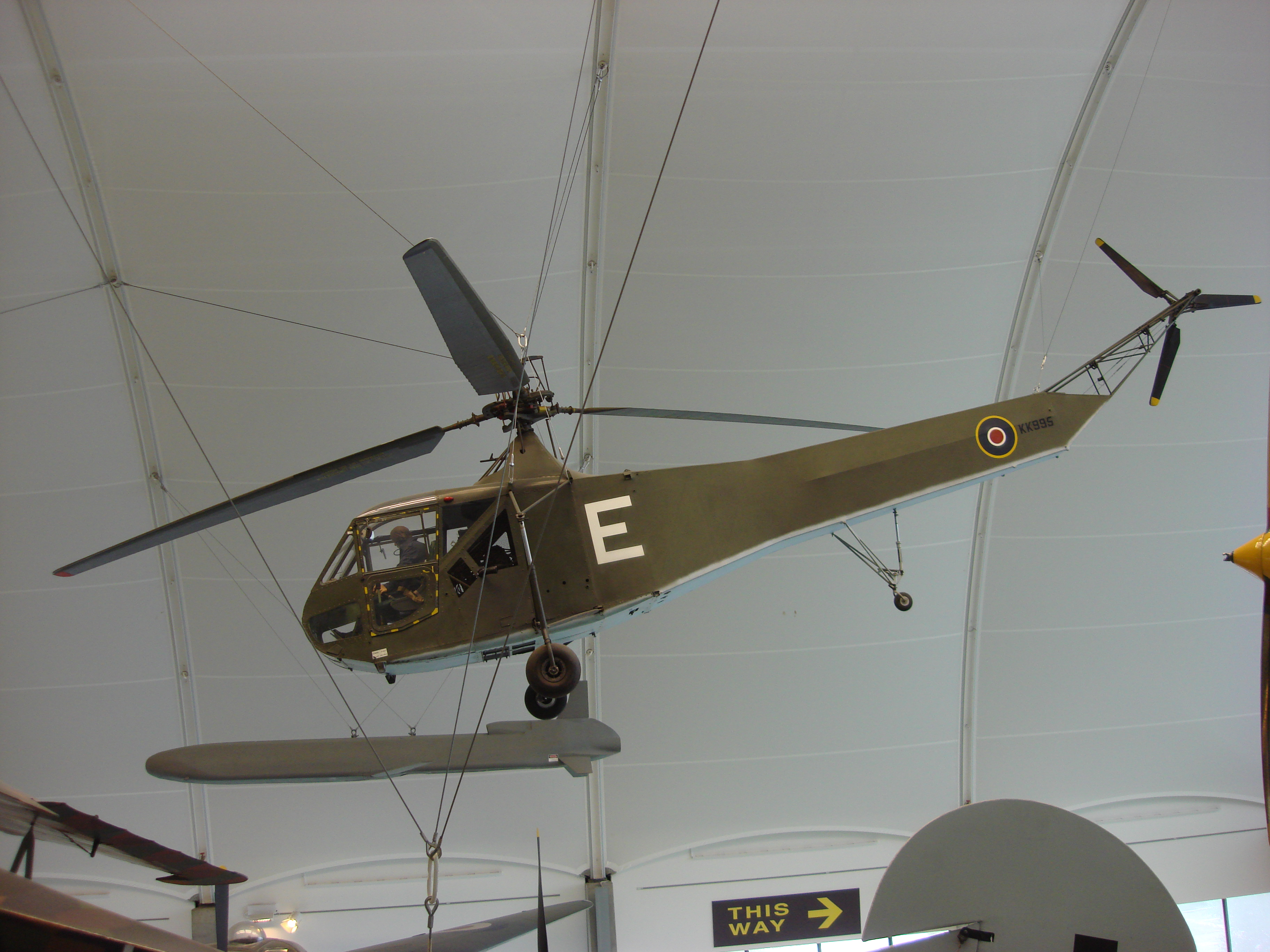
Sikorsky R-4 på Royal Air Force Museum London